# القلعه (تونس)
القلعه (به عربی: القلعة) یک منطقهٔ مسکونی در تونس است که در استان قبلی واقع شده‌است. القلعه  ۷٬۹۱۲ نفر جمعیت دارد.